# Pedreñal

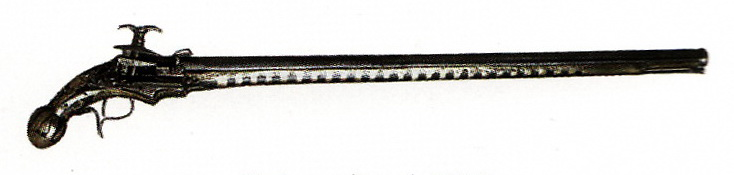
Pedreñal catalán del.

El pedreñal (también denominado pedrenyal catalán) es un arma de fuego a manera de escopeta corta, empleada entre los siglos XVI y XVII principalmente en Cataluña, que se disparaba con chispa de pedernal. Su funcionamiento era igual que el de los trabucos, aunque tenía la ventaja de que era más corto y más manejable. Dio origen al trabuco, al encaro y al trabuquete. Tenía un calibre intermedio entre el arcabuz y el pistolete. A pesar de que su potencia era menor que la de otras armas de fuego de aquella época, era el arma preferida por los bandoleros, ya que al ser un arma más corta, la podían esconder fácilmente bajo la capa y aproximarse a sus víctimas para amenazarlos e incluso matarlos. Antonio Romero discrepa en que los forajidos hicieran uso del pedreñal. Dice ser una confusión con el pistolete, y que el arma propia de los bandidos era el trabuco. Añade que en el capítulo 60 de la segunda parte de El Quijote se confunde el pedreñal con el pistolete.

## Historia del arma
Con la aparición de la llave de rueda, similar a la empleada en los mecheros, en Cataluña se desarrolló un arma de diseño autóctono: el pedreñal. Los armeros especializados en la construcción de este tipo de arma se denominaron pedreñaleros (pedranyalers o pedrinyalers).
La encendida del cebo se obtenía mediante las chispas que generaba el pedernal mecánico (inicialmente, la llave de rueda, posteriormente, mediante la llamada llave de transición, que daría lugar a la llave de Miquelet o llave española). Morfológicamente contrasta la longitud del cañón con las reducidas dimensiones de la empuñadura de este. En los primeros pedreñales, de los siglos XVI y XVII, (con llave de rueda) la empuñadura montada se denominaba de cola de pescado, por la similitud de su extremo en dicho forma, posteriormente, en el siglo XVIII, la empuñadura pasó a tener forma ovalada.
Debida a su fiabilidad, muy superior a las armas de mecha, el pedreñal se impuso rápidamente, convirtiéndose en el arma característica de los bandoleros.
En abril de 1603, el entonces virrey de Cataluña Joan Terès i Borrull impuso la prohibición de cualquier tipo de pedreñal, ya que en aquel año más de 300 personas habían sido asesinadas con esta arma. La industria del pedreñal pasó plenamente a la clandestinidad.